# Écoles du gouverneur (Virginie)
 (juin 2023).
Si vous disposez d'ouvrages ou d'articles de référence ou si vous connaissez des sites web de qualité traitant du thème abordé ici, merci de compléter l'article en donnant les références utiles à sa vérifiabilité et en les liant à la section « Notes et références ».
Les Écoles du Gouverneur sont un ensemble de magnet high schools régionales et de programmes d'été du Commonwealth de Virginie destinés aux élèves doués.
Les Écoles du Gouverneur de Virginie offrent à certains des élèves les plus doués de l'État des programmes académiques et artistiques stimulants qui vont au-delà de ceux proposés par leur école d'origine. Avec le soutien du Conseil de l'éducation de Virginie et de l'Assemblée générale, les Écoles du Gouverneur accueillent actuellement, sous leurs diverses formes, environ 1 000 élèves doués originaires de toutes les régions du Commonwealth.

## Histoire
Le concept de l'École du Gouverneur est né d'un programme de trois ans financé par des subventions dans le comté de Stafford, en Virginie, en 1970-1972. Cent lycéens du comté de Stafford ont été sélectionnés comme "externes" et 100 lycéens de tout l'État ont été invités à devenir "internes" et ont été logés au Mary Washington College de Fredericksburg, en Virginie. Shirley C. Heim, assistante administrative du superintendant des écoles du comté de Stafford, a imaginé un programme où le commun des mortels serait exposé aux arts. Le titre original était "l'Institut des sciences humaines". Mme Heim, sous la supervision du superintendant Andrew Wright, a fait valoir de manière convaincante que le comté de Stafford, culturellement anéanti après la guerre de Sécession, était plus dépourvu de culture que les Appalaches. Son argumentation a contribué à l'obtention d'un programme de subvention de trois ans financé par le gouvernement fédéral. C'est après la fin de ce programme de trois ans que le ministère de l'éducation de l'État de Virginie, soutenu par le gouverneur Linwood Holton Jr, a fait évoluer le programme des arts vers les sciences, la technologie et le journalisme.
Lancée en 1973 à la demande du gouverneur Linwood Holton, la première incarnation du programme des Écoles du Gouverneur comprenait des sessions résidentielles d'été pour 400 élèves doués de tout le Commonwealth. Les premières écoles d'été résidentielles ont été organisées en 1973 au Mary Baldwin College, au Mary Washington College et au Science Museum de Richmond. Isabelle P. Rucker, directrice des programmes spéciaux pour les élèves doués, a supervisé les sessions résidentielles jusqu'à sa retraite à l'automne 1979, et a servi de mentor aux professeurs et aux élèves pendant de nombreuses années. Depuis ses débuts, le programme s'est étendu à plus de 40 sites à travers le Commonwealth. Des sessions résidentielles d'été sont toujours proposées, mais de nombreux autres programmes ont été développés, notamment les deux écoles phares décrites ci-dessous.

## Année universitaire des Écoles du Gouverneur
Le ministère de l'éducation de Virginie, en collaboration avec les municipalités, parraine des écoles régionales du gouverneur qui accueillent des lycéens doués pendant l'année scolaire. Actuellement, 18 écoles du gouverneur offrent aux élèves des cours accélérés et une exploration dans des domaines tels que les arts, le gouvernement et les études internationales, l'économie mondiale et la technologie, ainsi que les mathématiques, les sciences et la technologie.
Ils sont établis en tant qu'"écoles communes" par la loi scolaire de Virginie. En tant que telles, elles sont généralement gérées par un conseil d'établissement régional composé de représentants des conseils scolaires de chaque division scolaire participante. Le conseil d'administration régional est chargé d'élaborer les politiques de l'école, y compris la procédure d'admission. Bien que ces procédures diffèrent d'une école à l'autre, tous les candidats sont évalués sur la base de critères multiples par des évaluateurs formés qui ont une expérience de l'éducation des enfants doués et du domaine d'intérêt de l'année scolaire spécifique de l'école du gouverneur.
La plupart des écoles se spécialisent dans une matière particulière et chacune dessert une seule région, n'acceptant que les étudiants dont les parents ou tuteurs habitent dans une liste prédéfinie de villes ou de comtés proches.

### Liste complète des Écoles du Gouverneur pour l'année académique[2]
- École du Gouverneur A. Linwood Holton Grades 10-12
- École régionale du Gouverneur pour les arts et la technologie d'Appomattox Grades 9-12
- École virtuelle du Gouverneur de Blue Ridge Grades 9-12
- École du Gouverneur de Virginie centrale pour les sciences et la technologie Grades 11-12
- École du Gouverneur de la baie de Chesapeake pour les sciences de la mer et de l'environnement Grades 10-12
- École du gouverneur du Commonwealth Grades 9-12
- École du gouverneur pour les arts Grades 9-12
- École du gouverneur de Jackson River Grades 11-12
- École du gouverneur Maggie L. Walker pour le gouvernement et les études internationales Grades 9-12
- École du gouverneur de Massanutten pour les sciences et technologies environnementales intégrées Grades 11-12
- École du gouverneur Mountain Vista Grades 10-12
- New Horizons Governor's School for Science and Technology Grades Grades 11-12
- Piedmont Governor's School for Mathematics, Science, and Technology Grades 11-12
- École du gouverneur de la vallée de Roanoke pour les sciences et la technologie Grades 9-12
- École du gouverneur de la vallée de Shenandoah Grades 11-12
- École du gouverneur du sud-ouest de la Virginie pour les sciences, les mathématiques et la technologie Grades 11-12
- École du gouverneur du sud de la Virginie Grades 11-12
- École du gouverneur à l'Innovation Park Grades 11-12
- École secondaire Thomas Jefferson pour les sciences et la technologie Grades 9-12

### École secondaire Thomas Jefferson pour les sciences et la technologie et École du gouverneur Maggie L. Walker pour le gouvernement et les études internationales
Bien qu'il existe 19 écoles du gouverneur désignées par le Commonwealth pour dispenser un certain nombre d'enseignements au cours de l'année scolaire, nombre d'entre elles ne sont destinées qu'à compléter l'enseignement dispensé par les districts locaux ; elles n'offrent qu'un sous-ensemble limité de cours, soit sur la base d'une journée partielle, soit sous une forme limitée aux élèves des classes supérieures.
Trois écoles, l'Appomattox Regional Governor's School (ARGS), l'École secondaire Thomas Jefferson pour les sciences et la technologie, également connue sous le nom de "TJHSST", (fondée en 1986) dans le comté de Fairfax, en Virginie, et l'École du gouverneur Maggie L. Walker pour le gouvernement et les études internationales, également connue sous le nom de "MLWGSGIS", (fondée en 1991) à Richmond, proposent des programmes complets de préparation à l'université en quatre ans et des programmes en deux ans. Deux d'entre elles sont considérées par beaucoup comme faisant partie des meilleurs lycées publics du pays et figurent notamment dans la liste annuelle des lycées de l'élite publique de Newsweek.
L'admission dans les deux écoles est très recherchée et compétitive. Dans la région de Virginie du Nord desservie par le TJHSST, des cours complets ont été mis au point par des entreprises privées pour aider les étudiants à se préparer à la procédure rigoureuse des tests. Après des protestations publiques affirmant que cela désavantageait les étudiants pauvres et issus de minorités, le comté de Fairfax a commencé à proposer des cours publics gratuits similaires.
Le taux d'acceptation n'étant que d'environ 15 % au TJHSST, l'école cherche actuellement à passer de 1 600 à 2 000 étudiants. Le taux d'acceptation de la MLWGSGIS est actuellement d'environ 8 % et compte environ 700 étudiants.

## Écoles d'été résidentielles du gouverneur
Des programmes d'été sont également proposés aux étudiants exceptionnels de Virginie. Ces écoles du gouverneur durent jusqu'à quatre semaines et se déroulent dans des établissements d'enseignement supérieur de Virginie. Les étudiants résident sur le campus, mais suivent des cours dispensés par des enseignants et des professeurs de tout l'État. Selon le programme, les étudiants peuvent ou non choisir leurs cours. Il n'existe généralement aucun lien entre l'établissement où se déroule l'école d'été du gouverneur et le programme, si ce n'est qu'il fournit l'infrastructure nécessaire à ce qui ressemble à un mode de vie universitaire.
La sélection se fait sur la base des candidatures soumises par les élèves pendant l'année scolaire, alors qu'ils sont scolarisés dans leur lycée d'origine. Souvent, le nombre d'élèves acceptés dans un lycée donné est plafonné, en fonction de la population de l'établissement. La sélection pour les programmes d'été est limitée aux élèves de 11e et 12e année.

### Liste complète des Écoles d'été résidentielles du Gouverneur[5]
Les établissements dans lesquels se déroulent les Écoles d'été résidentielles du gouverneur peuvent varier d'une année à l'autre. Les établissements indiqués ci-dessous sont les plus récents à avoir été sélectionnés pour accueillir les programmes.
- Mentorat du gouverneur en ingénierie, à l'université Christopher Newport, supervisé par le Collège de William et Mary
- Mentorat du gouverneur en sciences de la mer, à l'université Christopher Newport, supervisé par le Collège de William et Mary
- École du gouverneur pour l'agriculture, à Virginia Tech
- École du gouverneur pour les sciences humaines, à l'université de Radford
- École du gouverneur pour les mathématiques, les sciences et la technologie, au Lynchburg College
- École du gouverneur pour la médecine et les sciences de la santé, à l'université du Commonwealth de Virginie
- École du gouverneur pour les arts visuels et du spectacle, à l'université de Radford